# Habitatges carrer Marquès de Cornellà, 48-54 (Cornellà de Llobregat)
Els Habitatges al carrer Marquès de Cornellà, 48-54 és una obra noucentista de Cornellà de Llobregat (Baix Llobregat) inclosa a l'Inventari del Patrimoni Arquitectònic de Catalunya.

## Descripció
Habitatges de tipus popular entre mitgeres de planta baixa i pis, amb força obertures allindades, algunes d'elles amb els marcs decorats amb motllures de pedra. Al primer pis hi ha balcons amb barana de ferro forjat. Les cobertes no es veuen i hi ha una petita cornisa a modus de remat. La façana és simètrica, on la decoració que remarca la part alta i central de finestres i portes. Hi ha una franja decorativa a la part més alta de la façana.

## Història
Habitatges de tipus popular construïts vers la dècada dels anys 20 del segle xx.